# آدلشیچی
آدلشیچی (اسلوونیایی: Adlešiči) یک منطقهٔ مسکونی در اسلوونی است که در چرنملی واقع شده‌است.

## خصوصیات
آدلشیچی ۱٫۵۸ کیلومترمربع مساحت و ۱۲۶ نفر جمعیت دارد و ۲۱۲٫۶ متر بالاتر از سطح دریا واقع شده‌است.